# Saint-Sulpice (Val-de-Travers)
Saint-Sulpice (toponimo francese) è una frazione di 644 abitanti del comune svizzero di Val-de-Travers (Canton Neuchâtel).

## Geografia fisica

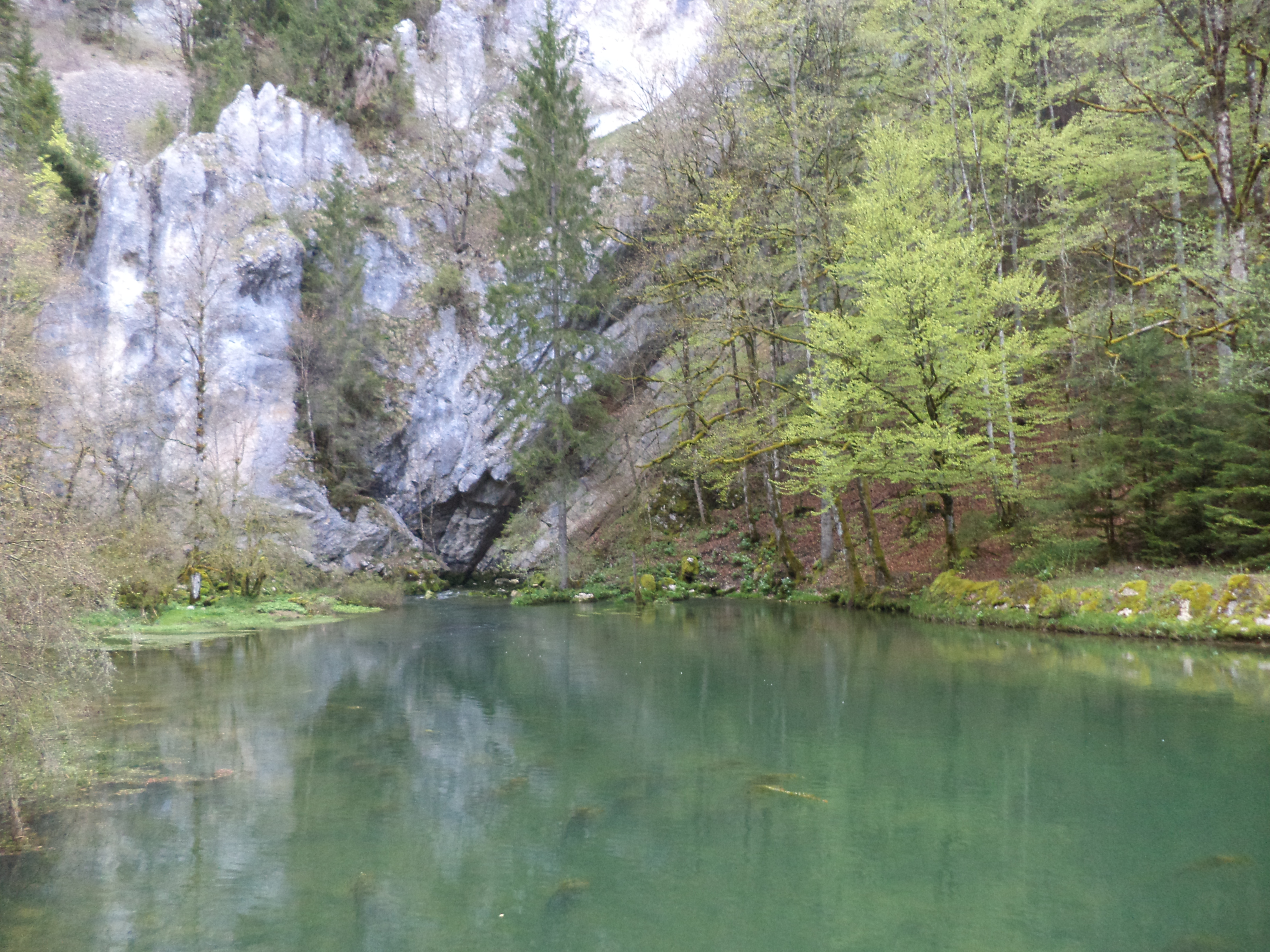
La sorgente dell'Areuse

Saint-Sulpice si trova nella valle Val-de-Travers presso la sorgente dell'Areuse, a nord del lago di Neuchâtel.

## Storia
Già comune autonomo che si estendeva per 13,09 km² e che comprendeva anche la frazione di Les Charbonnières, in seguito all'esito favorevole del referendum del 17 giugno 2007 il 1º gennaio 2009 è stato aggregato agli altri comuni soppressi di Boveresse, Buttes, Couvet, Fleurier, Les Bayards, Môtiers, Noiraigue e Travers per formare il nuovo comune di Val-de-Travers.

## Monumenti e luoghi d'interesse
- Chiesa riformata, eretta nel 1820-1821[1];
- Torre Bayard[1].

## Società

### Evoluzione demografica
L'evoluzione demografica è riportata nella seguente tabella:
Abitanti censiti

## Economia
L'economia locale si basa prevalentemente sui settori primario e secondario e sul pendolarismo in uscita.

## Infrastrutture e trasporti

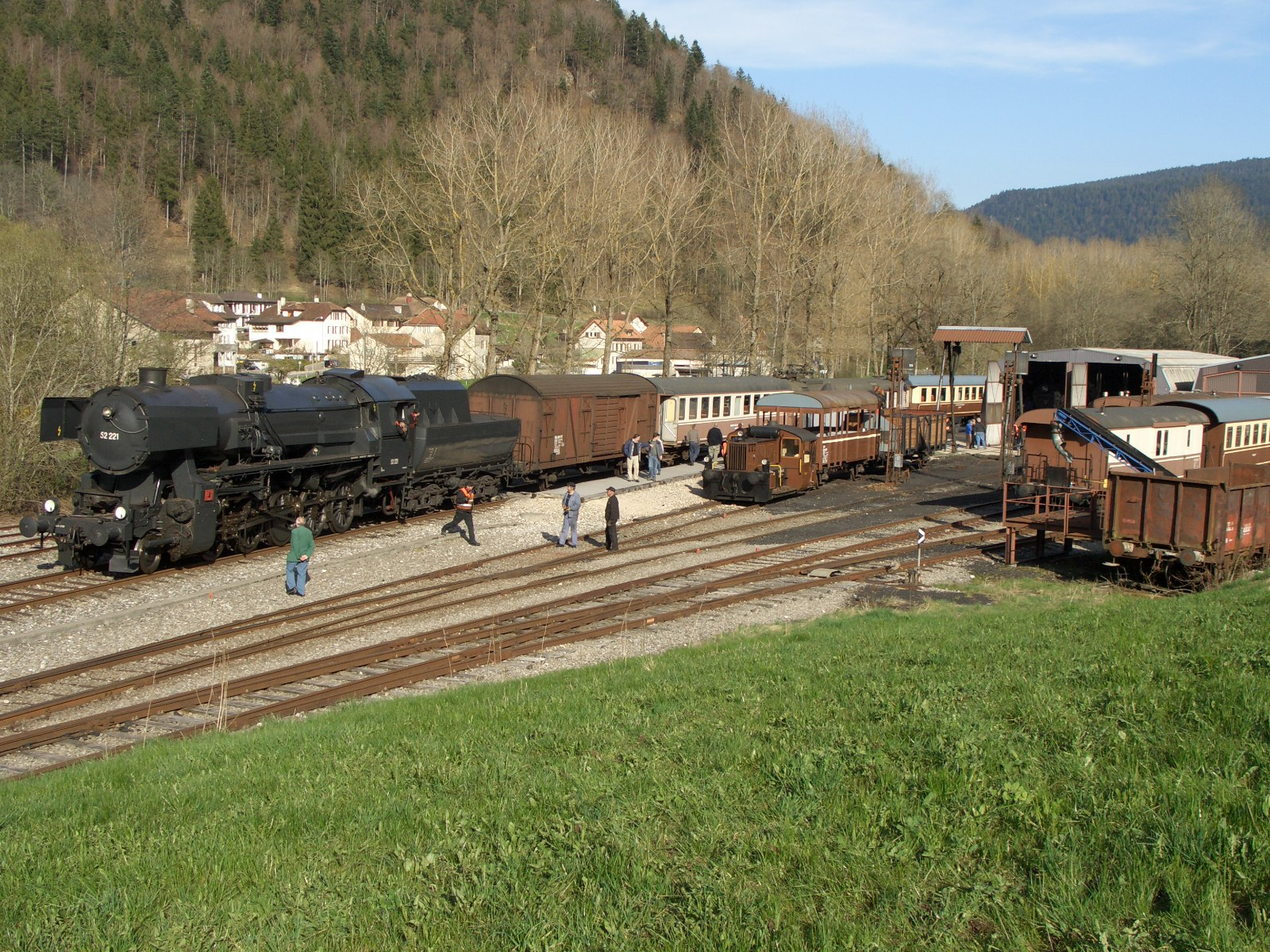
La stazione di Saint-Sulpice

Saint-Sulpice è servito dall'omonima stazione sulla ferrovia Travers-Fleurier-Buttes.